# John Gavin
John Gavin, geboren als Juan Vincent Apablasa, welke naam na enkele jaren werd veranderd in John Anthony Golenor Pablos (Los Angeles (Californië), 8 april 1931 – Beverly Hills, 9 februari 2018) was een Amerikaans acteur en ambassadeur in Mexico.
Hij is vooral bekend om zijn rollen in de films Imitation of Life (1959), Spartacus (1960), Psycho (1960) en Thoroughly Modern Millie (1967). Hij werd ook gecast voor de rol van James Bond in de film Diamonds Are Forever, totdat Sean Connery besloot om de rol opnieuw te vervullen. Hij was van 1971 tot 1973 voorzitter van de Screen Actors Guild.

## Levensloop
John Gavin, die oorspronkelijk dezelfde voor- en achternaam had als zijn vader, was de zoon van de Chileen Juan Vincent Apablasa en de Mexicaanse Delia Diana Pablos. Ongeveer twee jaar na zijn geboorte scheidden zijn ouders. Zijn moeder hertrouwde met Heral Ray Golenor, van Ierse afkomst, die het kind adopteerde en de naam John Anthony Golenor gaf. 

### Studie en militaire dienst
Acteren was niet zijn ambitie. Hij volgde een militaire opleiding en studeerde aan de Stanford-universiteit met als specialisatie Latijns-Amerikaanse economie. Hij diende van 1951 tot 1953 in de Koreaanse Oorlog en werd daarna vlagofficier bij de United States Navy in Latijns-Amerika. Hij werd onderscheiden vanwege zijn werk bij de overstromingen in Honduras tijdens het Atlantisch orkaanseizoen 1954.

### Acteur
Na zijn afzwaaien uit de militaire dienst in 1955 had hij geen werk en bood hij een familievriend, de filmregisseur en -producent Bryan Foy, zijn diensten aan als assistent. In plaats daarvan stuurde Foy hem naar een screentest. Hoewel hij nooit had geacteerd werd hem zoveel geld aangeboden, dat hij naar eigen zeggen niet kon weigeren. Zo rolde hij in de filmwereld. 
Hij begon met acteren onder het pseudoniem John Gavin en had in 1958 een hoofdrol in het Tweede Wereldoorlogsdrama A Time to Love and a Time to Die. Hij werd er bekend door, al was de film geen groot succes. Een jaar later gaf Douglas Sirk, die Gavin in die film had geregisseerd, hem de mannelijke hoofdrol naast Lana Turner in het romantisch drama Imitation of Life. Deze film was wel een groot succes. In 1960 speelde hij in twee grote filmklassiekers: hij kreeg de belangrijke bijrol van Julius Caesar in het historisch drama Spartacus en speelde Sam Loomis in de succesrijke en baanbrekende horrorthriller Psycho van Alfred Hitchcock. Pas in 1967 had hij een nieuw commercieel succes, dankzij de muziekfilm Thoroughly Modern Millie met onder anderen Julie Andrews. 
In 1970, nadat George Lazenby na één Bondfilm bedankte voor de rol, werd John Gavin benaderd om de nieuwe Bond te worden. Echter, de producenten verlangden een gegarandeerd kassasucces, waardoor men (tegen een aanzienlijk salaris) de originele Bond-acteur Sean Connery huurde. Volgens Roger Moore wilden de Bond-producers aanvankelijk weer Gavin polsen voor de daaropvolgende Bond-film Live and Let Die uit 1973, maar drong producent Harry Saltzman uiteindelijk aan op een Britse acteur voor de rol. 
In de jaren zeventig speelde John Gavin veel theaterrollen. Hij had een warme bariton en speelde onder meer in de musical Seesaw, zowel op Broadway als op tournee door de VS. Hij kwam ook geregeld op televisie. Zijn bekendste tv-rol werd die van Cary Grant in de NBC-film Sophia Loren: Her Own Story (1980).

### Andere activiteiten
Gavin was ook op andere manieren actief. Van 1961 tot 1965 was hij cultureel adviseur van de Organisatie van Amerikaanse Staten.  Van 1981 tot 1986 was hij onder president Ronald Reagan ambassadeur voor de Verenigde Staten in Mexico. Hij stond bekend om zijn uitgesproken meningen en zou in die periode een handgemeen met de cameraman van een lokale tv-ploeg hebben gehad. In 1991 vroegen vooraanstaande Republikeinse politici in Californië hem zich kandidaat te stellen voor de Senaat, maar Gavin, die zijn kandidatuur in 1986 ook al had overwogen, zag er ook deze keer van af.

### Privéleven
Hij was van 1957 tot 1965 getrouwd met actrice Cicely Evans en kreeg twee kinderen met haar. In 1967 had hij kort een relatie met de Italiaanse actrice Luciana Paluzzi. In 1974 huwde hij actrice Constance Towers. 